# Березняговский
Березняговский — обезлюдевший хутор в Нехаевском районе Волгоградской области России, в составе Нижнедолговского сельского поселения.
Население - 0 (2010).

## История
Хутор Березняговский (Сурнинский) обозначен на карте Шуберта 1826-1840 годов. Хутор входил в юрт станицы Луковской Хопёрского округа Области Войска Донского. В 1859 году на хуторе проживали 101 душа мужского и 201 женского пола.
Согласно переписи 1873 года на хуторе проживали 207 мужчин и 196 женщин, в хозяйствах жителей насчитывалось 180 лошадей, 195 пар волов, 504 головы прочего рогатого скота и 1072 овцы. Согласно переписи населения 1897 года на хуторе проживали 174 мужчины и 183 женщины. Большинство населения было неграмотным: грамотных мужчин — 53 (30,4 %), женщин — 1 (0,5 %).
Согласно алфавитному списку населённых мест Области Войска Донского 1915 года земельный надел хутора составлял 1650 десятин, проживало 310 мужчин и 316 женщин, на хуторе имелись хуторское правление и приходское училище.
С 1928 года хутор в составе Нехаевского района Нижневолжского края. Хутор входил в состав Нижнедолговского сельсовета.

## География
Хутор расположен в пределах Калачской возвышенности, относящейся к Восточно-Европейской равнине, на реке Тишанке, исток которой расположен чуть выше хутора, на высоте около 180 метров над уровнем моря. Рельеф местности - холмисто-равнинный, сильно расчленённый овражно-балочной сетью. Почвы - чернозёмы обыкновенные
Хутор расположен примерно в 8 км севернее хутора Нижнедолговский.
Часовой пояс
Березняговский, как и вся Волгоградская область, находится в часовой зоне МСК (московское время). Смещение применяемого времени относительно UTC составляет +3:00.

## Население
Динамика численности населения по годам:
| 1859 | 1873 | 1897 | 1915 | 1989 | 2002 |
| ---- | ---- | ---- | ---- | ---- | ---- |
| 302  | 403  | 357  | 626  | ≈50  | 4    |

| 2010 |
| ---- |
| 0    |